# Eiríkur Hauksson
Eiríkur Hauksson (Reikiavik; 4 de julio de 1959); es un cantante islandés de heavy metal.

## Carrera
Erikur es reconocido por su talento vocal y por su capacidad para adpatrse a varios estilos musicales. Su carrera musical comenzó cuando la canción Sekur compuesta e interpretada por él junto al grupo Start fue nombrada canción del año en Islandia en 1981. También formó parte del grupo Drýsill y se consolidó en los 80 como uno de los cantantes islandeses más conocidos. En 1986 formando parte del grupo ICY representa a Islandia en Eurovisión con el tema Gleðibankinn. En 1988 llega a Noruega para formar parte del grupo Artch con el que graba numerosos álbumes, los dos últimos en el año 2000. En 2007 fue elegido para representar nuevamente a Islandia en el Festival de la Canción de Eurovisión 2007 con el tema Valentine lost que obtuvo un 60% del apoyo popular en la final nacional islandesa.